# ビジット・ジャパン案内所
ビジット･ジャパン案内所（Tourist Information Offices）は独立行政法人国際観光振興機構（以下JNTO）の外国人観光案内所認定制度で認定された観光案内所。平成25年1月現在、日本各地に342か所ある。外国人旅行者向けではあるが日本人旅行者も利用可能。

## 概要
平成24年7月から地方運輸局及び沖縄総合事務局を経由して申請の受付を開始した。認定申請の受付は年1回実施され、認定後も3年毎に認定の更新が必要となっている。対応できる外国語の種類や人員、案内できる担当地域の範囲などにより案内所を3つのカテゴリーとパートナー施設に分類している。
- 主な業務・目的
  - JNTOのツーリスト・インフォメーション・センター（TIC）[2]による電話通訳サービスなどの支援サポート。
  - 各案内所同士の情報の交換と共有化。
  - 各国の関係機関や関係施設、ウェブサイトなどを通してビジット・ジャパン案内所ネットワークの情報を海外に発信し外国人旅行者の利用を促進させる。

- 案内所の認定区分
  - カテゴリー1（197箇所）：常駐スタッフ以外にも何らかの方法で英語での対応が可能で、限られた地域の案内をできる案内所。
  - カテゴリー2（107箇所）：少なくとも英語で対応が可能なスタッフが常駐し、広域の案内をできる案内所。
  - カテゴリー3（7箇所）：英語・中国語・韓国語の対応が可能なスタッフが常駐し、日本全体の観光案内をすることができ、なおかつ原則年中無休の案内所。Wi-Fi が設置され交通機関の玄関口や外国人旅行者の多い立地にあること。
  - パートナー施設（31箇所）：観光案内業務を行っている施設以外で、外国人旅行者を積極的に受け入れる意欲があり、公平・中立な立場で地域の案内をできる施設。

## ビジット･ジャパン案内所一覧

### 北海道
- 北海道17箇所
- （括弧内）の数字は案内所数

| 都道府県      | 自治体名                                   | 案内所名称                                                 | 写真 | 備考 | カテゴリー |
| 北海道 （17） | 七飯町                                     | 七飯町大沼国際交流プラザ                                   |      |      | 1 （8）    |
| 北海道 （17） | 美幌観光案内所                             |                                                            |      |      | 1 （8）    |
| 北海道 （17） | 札幌国際プラザ                             |                                                            |      |      | 1 （8）    |
| 北海道 （17） | 支笏湖観光案内所（支笏湖ビジターセンター） |                                                            |      |      | 1 （8）    |
| 北海道 （17） | 函館市                                     | 函館市観光案内所                                           |      |      | 1 （8）    |
| 北海道 （17） | 洞爺湖温泉観光協会                         |                                                            |      |      | 1 （8）    |
| 北海道 （17） | 道の駅「流氷街道網走」観光案内所           |                                                            |      |      | 1 （8）    |
| 北海道 （17） | 網走駅観光案内所                           |                                                            |      |      | 1 （8）    |
| 北海道 （17） | 登別市                                     | 登別観光案内所                                             |      |      | 2 （9）    |
| 北海道 （17） | 千歳市                                     | 千歳駅観光案内所                                           |      |      | 2 （9）    |
| 北海道 （17） | 富良野・美瑛広域観光センター               |                                                            |      |      | 2 （9）    |
| 北海道 （17） | 北海道さっぽろ観光案内所                   |                                                            |      |      | 2 （9）    |
| 北海道 （17） | RUSUTSU外国人観光案内所                    |                                                            |      |      | 2 （9）    |
| 北海道 （17） | 小樽市                                     | 小樽国際インフォメーションセンター（運河プラザ観光案内所） |      |      | 2 （9）    |
| 北海道 （17） | 富良野・美瑛広域観光国際センター           |                                                            |      |      | 2 （9）    |
| 北海道 （17） | 阿寒観光協会まちづくり推進機構             |                                                            |      |      | 2 （9）    |
| 北海道 （17） | 旭川市                                     | 旭川観光物産情報センター                                   |      |      | 2 （9）    |

### 東北
- 東北26箇所
- （括弧内）の数字は案内所数

| 都道府県     | 自治体名             | 案内所名称                                   | 写真 | 備考 | カテゴリー |
| 青森県 （6） |                      | 三沢空港総合案内所                           |      |      | 1 （2）    |
| 青森県 （6） | 八戸市               | はちのへ総合観光プラザ                       |      |      | 1 （2）    |
| 青森県 （6） | 青森市               | 青森市観光交流情報センター                   |      |      | 2 （4）    |
| 青森県 （6） | 青森市               | あおもり観光情報センター                     |      |      | 2 （4）    |
| 青森県 （6） | 弘前市               | 弘前市観光案内所                             |      |      | 2 （4）    |
| 青森県 （6） | 弘前市               | 弘前市立観光館                               |      |      | 2 （4）    |
| 岩手県 （6） |                      | 岩手県観光協会（マリオス）                   |      |      | 1 （4）    |
| 岩手県 （6） | 一関市               | 一関観光協会                                 |      |      | 1 （4）    |
| 岩手県 （6） | APPI外国人観光案内所 |                                              |      |      | 1 （4）    |
| 岩手県 （6） | 平泉観光案内所       |                                              |      |      | 1 （4）    |
| 岩手県 （6） |                      | いわて・盛岡広域観光センター                 |      |      | 2 （2）    |
| 岩手県 （6） | 盛岡市               | 盛岡市観光文化交流センター（プラザおでって） |      |      | 2 （2）    |
| 宮城県 （4） |                      | 鳴子観光旅館案内センター                     |      |      | 1 （1）    |
| 宮城県 （4） | 仙台市               | 仙台国際センター交流コーナー                 |      |      | 2 （3）    |
| 宮城県 （4） | 仙台市               | 仙台市総合観光案内所                         |      |      | 2 （3）    |
| 宮城県 （4） | 松島海岸駅前V案内所  |                                              |      |      | 2 （3）    |
| 秋田県 （4） | 秋田市               | 秋田市観光案内所                             |      |      | 1 （3）    |
| 秋田県 （4） | 男鹿観光案内所       |                                              |      |      | 1 （3）    |
| 秋田県 （4） | 仙北市               | 仙北市観光情報センター 角館駅前蔵            |      |      | 1 （3）    |
| 秋田県 （4） | 仙北市               | 仙北市田沢湖観光情報センター                 |      |      | 2 （1）    |
| 山形県 （1） | 山形市               | やまがた観光情報センター                     |      |      | 2 （1）    |
| 福島県 （5） | 福島市               | 福島市観光案内所（JR福島駅東口）             |      |      | 1 （5）    |
| 福島県 （5） | 福島市               | 福島市観光案内所（JR福島駅西口）             |      |      | 1 （5）    |
| 福島県 （5） | 郡山市               | 郡山市観光案内所                             |      |      | 1 （5）    |
| 福島県 （5） | 会津若松市           | 会津若松駅観光案内所（V案内所）              |      |      | 1 （5）    |
| 福島県 （5） | 会津若松市           | 鶴ヶ城「V」案内所                            |      |      | 1 （5）    |

### 関東
- 関東70箇所
- （括弧内）の数字は案内所数

| 都道府県        | 自治体名                                                               | 案内所名称                                                     | 写真 | 備考 | カテゴリー |
| 茨城県 （3）    | つくば市                                                               | つくば市総合案内所                                             |      |      | 1 （3）    |
| 茨城県 （3）    | 土浦市                                                                 | 土浦市観光案内所                                               |      |      | 1 （3）    |
| 茨城県 （3）    | 土浦まちかど蔵「大徳」                                                 |                                                                |      |      | 1 （3）    |
| 栃木県 （5）    | 宇都宮市                                                               | 宇都宮市観光案内所                                             |      |      | 1 （3）    |
| 栃木県 （5）    | 道の駅 湯西川 案内所                                                   |                                                                |      |      | 1 （3）    |
| 栃木県 （5）    | 鬼怒川・川治温泉観光情報センター                                       |                                                                |      |      | 1 （3）    |
| 栃木県 （5）    | 日光市                                                                 | 日光郷土センター観光案内所                                     |      |      | 2 （2）    |
| 栃木県 （5）    | 東武日光駅構内観光案内所                                               |                                                                |      |      | 2 （2）    |
| 群馬県 （3）    | 前橋市                                                                 | 前橋駅観光案内所                                               |      |      | 1 （1）    |
| 群馬県 （3）    | 高崎市                                                                 | 群馬県高崎観光案内所                                           |      |      | 2 （2）    |
| 群馬県 （3）    | みなかみ町                                                             | みなかみ町観光協会                                             |      |      | 2 （2）    |
| 埼玉県 （3）    | 埼玉市                                                                 | 浦和観光案内所                                                 |      |      | 1 （3）    |
| 埼玉県 （3）    | さいたま新都心観光案内所                                               |                                                                |      |      | 1 （3）    |
| 埼玉県 （3）    | 川越市                                                                 | 川越市川越駅観光案内所                                         |      |      | 1 （3）    |
| 千葉県 （13）   | 佐倉市                                                                 | 佐倉市観光協会                                                 |      |      | 1 （7）    |
| 千葉県 （13）   | 佐倉市                                                                 | JR佐倉駅前観光情報センター                                     |      |      | 1 （7）    |
| 千葉県 （13）   | 館山市                                                                 | 館山市観光案内所                                               |      |      | 1 （7）    |
| 千葉県 （13）   | 成田市                                                                 | 成田市観光案内所                                               |      |      | 1 （7）    |
| 千葉県 （13）   | 成田観光館                                                             |                                                                |      |      | 1 （7）    |
| 千葉県 （13）   | 浦安市                                                                 | 浦安市観光インフォメーション マーレ                            |      |      | 1 （7）    |
| 千葉県 （13）   | かしわインフォメーションセンター                                       |                                                                |      |      | 1 （7）    |
| 千葉県 （13）   | 千葉市                                                                 | 千葉市幕張観光情報センター                                     |      |      | 2 （4）    |
| 千葉県 （13）   | 千葉市                                                                 | 千葉市観光情報センター                                         |      |      | 2 （4）    |
| 千葉県 （13）   | JR EAST Travel Service Center（Narita Airport Terminal 1）             |                                                                |      |      | 2 （4）    |
| 千葉県 （13）   | JR EAST Travel Service Center（Narita Airport Terminal 2）             |                                                                |      |      | 2 （4）    |
| 千葉県 （13）   |                                                                        | 成田国際空港株式会社 外国人観光案内所（第1旅客ターミナルビル） |      |      | 3 （2）    |
| 千葉県 （13）   | 成田国際空港株式会社外国人観光案内所（第2旅客ターミナルビル）          |                                                                |      |      | 3 （2）    |
| 東京都 （22）   | 中央区                                                                 | 銀座外国人観光案内所                                           |      |      | 1 （6）    |
| 東京都 （22）   | COREDO室町インフォメーション 日本橋案内所                              |                                                                |      |      | 1 （6）    |
| 東京都 （22）   | 秋葉原観光情報センター（ソフマップ秋葉原本館）                         |                                                                |      |      | 1 （6）    |
| 東京都 （22）   | 大田区                                                                 | 大田区産業プラザ観光・産業情報コーナー                         |      |      | 1 （6）    |
| 東京都 （22）   | ホテルニューオータニ ゲストリレーションズデスク                        |                                                                |      |      | 1 （6）    |
| 東京都 （22）   | メガネパリミキ新橋店                                                   |                                                                |      |      | 1 （6）    |
| 東京都 （22）   |                                                                        | 東京観光情報センター京成上野支所                               |      |      | 2 （12）   |
| 東京都 （22）   | 浅草駅外国人旅行センター                                               |                                                                |      |      | 2 （12）   |
| 東京都 （22）   | 東武グループツーリストプラザ                                           |                                                                |      |      | 2 （12）   |
| 東京都 （22）   | 東京観光情報センター羽田空港支所                                       |                                                                |      |      | 2 （12）   |
| 東京都 （22）   | 東急電鉄渋谷駅外国人観光案内所                                         |                                                                |      |      | 2 （12）   |
| 東京都 （22）   | 小田急外国人旅行センター新宿                                           |                                                                |      |      | 2 （12）   |
| 東京都 （22）   | 産業観光プラザすみだ まち処                                            |                                                                |      |      | 2 （12）   |
| 東京都 （22）   | 墨田区                                                                 | 吾妻橋観光案内所                                               |      |      | 2 （12）   |
| 東京都 （22）   | 墨田区                                                                 | 両国観光案内所                                                 |      |      | 2 （12）   |
| 東京都 （22）   | 東京シティアイ                                                         |                                                                |      |      | 2 （12）   |
| 東京都 （22）   | TIC TOKYO                                                              |                                                                |      |      | 2 （12）   |
| 東京都 （22）   | JR EAST Travel Service Center（Haneda Airport International Terminal） |                                                                |      |      | 2 （12）   |
| 東京都 （22）   |                                                                        | 東京観光情報センター 都庁本部                                  |      |      | 3 （4）    |
| 東京都 （22）   | 東京都台東区立浅草文化観光センター                                     |                                                                |      |      | 3 （4）    |
| 東京都 （22）   | 京急ツーリストインフォメーションセンター（羽田空港国際線ターミナル駅） |                                                                |      |      | 3 （4）    |
| 東京都 （22）   | JR EAST Travel Service Center（Tokyo Station）                         |                                                                |      |      | 3 （4）    |
| 神奈川県 （10） |                                                                        | 産業貿易センター観光案内所                                     |      |      | 1 （5）    |
| 神奈川県 （10） | 小田急外国人旅行センター小田原                                         |                                                                |      |      | 1 （5）    |
| 神奈川県 （10） | 箱根町総合観光案内所                                                   |                                                                |      |      | 1 （5）    |
| 神奈川県 （10） | EXPASA海老名サービスエリア上り線エリアコンシェルジュ                   |                                                                |      |      | 1 （5）    |
| 神奈川県 （10） | EXPASA海老名サービスエリア下り線エリアコンシェルジュ                   |                                                                |      |      | 1 （5）    |
| 神奈川県 （10） | 横浜市                                                                 | 横浜駅観光案内所                                               |      |      | 2 （5）    |
| 神奈川県 （10） | 横浜市                                                                 | 新横浜駅観光案内所                                             |      |      | 2 （5）    |
| 神奈川県 （10） | 桜木町駅観光案内所                                                     |                                                                |      |      | 2 （5）    |
| 神奈川県 （10） | 鎌倉市                                                                 | 鎌倉市観光総合案内所                                           |      |      | 2 （5）    |
| 神奈川県 （10） | 小田原市                                                               | 小田原駅観光案内所                                             |      |      | 2 （5）    |
| 山梨県 （11）   | 甲府市                                                                 | 甲府市観光案内所                                               |      |      | 1 （10）   |
| 山梨県 （11）   | やまなし観光推進機構                                                   |                                                                |      |      | 1 （10）   |
| 山梨県 （11）   | 富士吉田市                                                             | 富士吉田市観光案内所                                           |      |      | 1 （10）   |
| 山梨県 （11）   | 山中湖観光案内所                                                       |                                                                |      |      | 1 （10）   |
| 山梨県 （11）   | 富士河口湖町                                                           | 富士河口湖観光総合案内所                                       |      |      | 1 （10）   |
| 山梨県 （11）   | 双葉サービスエリア上り線エリアコンシェルジュ                           |                                                                |      |      | 1 （10）   |
| 山梨県 （11）   | 双葉サービスエリア下り線エリアコンシェルジュ                           |                                                                |      |      | 1 （10）   |
| 山梨県 （11）   | EXPASA談合坂サービスエリア上り線エリアコンシェルジュ                   |                                                                |      |      | 1 （10）   |
| 山梨県 （11）   | EXPASA談合坂サービスエリア下り線エリアコンシェルジュ                   |                                                                |      |      | 1 （10）   |
| 山梨県 （11）   | FJYS観光案内所                                                         |                                                                |      |      | 1 （10）   |
| 山梨県 （11）   |                                                                        | 山梨県立富士ビジターセンター                                   |      |      | 2 （1）    |

### 北信越・東海
- 北信越98箇所
- （括弧内）の数字は案内所数

| 都道府県      | 自治体名                                         | 案内所名称                                 | 写真 | 備考 | カテゴリー |
| 新潟県 （8）  | 長岡市                                           | 長岡駅観光案内所                           |      |      | 1 （6）    |
| 新潟県 （8）  | 十日町市                                         | ほっくほく何でも案内所                     |      |      | 1 （6）    |
| 新潟県 （8）  | 妙高市                                           | 妙高市観光協会                             |      |      | 1 （6）    |
| 新潟県 （8）  | 新潟空港案内カウンター                           |                                            |      |      | 1 （6）    |
| 新潟県 （8）  | 佐渡市                                           | 佐渡観光情報案内所                         |      |      | 1 （6）    |
| 新潟県 （8）  | 新潟駅万代口観光案内センター                     |                                            |      |      | 1 （6）    |
| 新潟県 （8）  |                                                  | 越後湯沢広域観光情報センター               |      |      | 2 （2）    |
| 新潟県 （8）  | 雪国観光舎 越後湯沢温泉                          |                                            |      |      | 2 （2）    |
| 富山県 （9）  |                                                  | とやま観光案内所                           |      |      | 1 （9）    |
| 富山県 （9）  | 魚津市                                           | 魚津駅前観光案内所                         |      |      | 1 （9）    |
| 富山県 （9）  | 五箇山総合案内所                                 |                                            |      |      | 1 （9）    |
| 富山県 （9）  | 高岡駅観光案内所                                 |                                            |      |      | 1 （9）    |
| 富山県 （9）  | 黒部市宇奈月温泉いっぷく処                       |                                            |      |      | 1 （9）    |
| 富山県 （9）  | 小矢部川サービスエリア上り線エリアコンシェルジュ |                                            |      |      | 1 （9）    |
| 富山県 （9）  | 小矢部川サービスエリア下り線エリアコンシェルジュ |                                            |      |      | 1 （9）    |
| 富山県 （9）  | 有磯海サービスエリア上り線エリアコンシェルジュ   |                                            |      |      | 1 （9）    |
| 富山県 （9）  | 有磯海サービスエリア下り線エリアコンシェルジュ   |                                            |      |      | 1 （9）    |
| 石川県 （6）  |                                                  | 金沢国際ホテル                             |      |      | 1 （6）    |
| 石川県 （6）  | 加賀市                                           | 加賀市観光情報センターＫＡＧＡ旅まちネット |      |      | 1 （6）    |
| 石川県 （6）  | 金沢白鳥路ホテル                                 |                                            |      |      | 1 （6）    |
| 石川県 （6）  | 石川県金沢観光情報センター                       |                                            |      |      | 1 （6）    |
| 石川県 （6）  | 尼御前サービスエリア上り線エリアコンシェルジュ   |                                            |      |      | 1 （6）    |
| 石川県 （6）  | 尼御前サービスエリア下り線エリアコンシェルジュ   |                                            |      |      | 1 （6）    |
| 福井県 （3）  | 福井市                                           | 福井市観光案内所                           |      |      | 1 （3）    |
| 福井県 （3）  | 南条サービスエリア上り線エリアコンシェルジュ     |                                            |      |      | 1 （3）    |
| 福井県 （3）  | 南条サービスエリア下り線エリアコンシェルジュ     |                                            |      |      | 1 （3）    |
| 長野県 （13） | 松本市                                           | 松本市観光案内所                           |      |      | 1 （10）   |
| 長野県 （13） | 松本市                                           | 松本市観光情報センター                     |      |      | 1 （10）   |
| 長野県 （13） | 安曇野市                                         | 安曇野市観光情報センター                   |      |      | 1 （10）   |
| 長野県 （13） | 山ノ内町                                         | 山ノ内町観光連盟                           |      |      | 1 （10）   |
| 長野県 （13） | 諏訪湖サービスエリア上り線エリアコンシェルジュ   |                                            |      |      | 1 （10）   |
| 長野県 （13） | 諏訪湖サービスエリア下り線エリアコンシェルジュ   |                                            |      |      | 1 （10）   |
| 長野県 （13） | 駒ヶ岳サービスエリア上り線エリアコンシェルジュ   |                                            |      |      | 1 （10）   |
| 長野県 （13） | 駒ヶ岳サービスエリア下り線エリアコンシェルジュ   |                                            |      |      | 1 （10）   |
| 長野県 （13） | 梓川サービスエリア上り線エリアコンシェルジュ     |                                            |      |      | 1 （10）   |
| 長野県 （13） | 梓川サービスエリア下り線エリアコンシェルジュ     |                                            |      |      | 1 （10）   |
| 長野県 （13） | 長野市                                           | 長野市観光情報センター                     |      |      | 2 （3）    |
| 長野県 （13） | 軽井沢観光案内所（軽井沢駅構内）                 |                                            |      |      | 2 （3）    |
| 長野県 （13） | ヴィラ・アルペン インフォメーションセンター      |                                            |      |      | 2 （3）    |
| 岐阜県 （15） | 大垣市                                           | 西美濃観光案内所                           |      |      | 1 （14）   |
| 岐阜県 （15） | ひだホテルプラザ                                 |                                            |      |      | 1 （14）   |
| 岐阜県 （15） | 高山濃飛バスセンター                             |                                            |      |      | 1 （14）   |
| 岐阜県 （15） | 高山グリーンホテル                               |                                            |      |      | 1 （14）   |
| 岐阜県 （15） | 高山市                                           | 飛騨高山観光案内所                         |      |      | 1 （14）   |
| 岐阜県 （15） | 下呂市                                           | 下呂市総合観光案内所                       |      |      | 1 （14）   |
| 岐阜県 （15） | 中津川市                                         | 中津川市観光センター                       |      |      | 1 （14）   |
| 岐阜県 （15） | 養老サービスエリア上り線エリアコンシェルジュ     |                                            |      |      | 1 （14）   |
| 岐阜県 （15） | 養老サービスエリア下り線エリアコンシェルジュ     |                                            |      |      | 1 （14）   |
| 岐阜県 （15） | 恵那峡サービスエリア上り線エリアコンシェルジュ   |                                            |      |      | 1 （14）   |
| 岐阜県 （15） | 恵那峡サービスエリア下り線エリアコンシェルジュ   |                                            |      |      | 1 （14）   |
| 岐阜県 （15） | 関サービスエリア上り線エリアコンシェルジュ       |                                            |      |      | 1 （14）   |
| 岐阜県 （15） | 長良川サービスエリア下り線エリアコンシェルジュ   |                                            |      |      | 1 （14）   |
| 岐阜県 （15） | 岐阜市                                           | 岐阜市観光案内所                           |      |      | 2 （1）    |
| 静岡県 （27） | 熱海市                                           | ワカガエルステーション                     |      |      | 1 （25）   |
| 静岡県 （27） | 河津町                                           | 河津町観光協会                             |      |      | 1 （25）   |
| 静岡県 （27） | 伊東市                                           | マリンタウン伊東市観光案内所               |      |      | 1 （25）   |
| 静岡県 （27） | 下田市                                           | 下田市観光協会                             |      |      | 1 （25）   |
| 静岡県 （27） | 下田市                                           | 下田市観光協会 駅前案内所                  |      |      | 1 （25）   |
| 静岡県 （27） | 静岡市                                           | 静岡市総合観光案内所                       |      |      | 1 （25）   |
| 静岡県 （27） | 富士山静岡空港総合案内所                         |                                            |      |      | 1 （25）   |
| 静岡県 （27） | 富士市観光案内所                                 |                                            |      |      | 1 （25）   |
| 静岡県 （27） | 静岡県観光協会 観光案内所                        |                                            |      |      | 1 （25）   |
| 静岡県 （27） | 浜松市観光インフォメーションセンター             |                                            |      |      | 1 （25）   |
| 静岡県 （27） | 南伊豆町                                         | 湯の花観光交流館                           |      |      | 1 （25）   |
| 静岡県 （27） | NEOPASA駿河湾沼津上り線エリアコンシェルジュ      |                                            |      |      | 1 （25）   |
| 静岡県 （27） | NEOPASA駿河湾沼津下り線エリアコンシェルジュ      |                                            |      |      | 1 （25）   |
| 静岡県 （27） | NEOPASA静岡上り線エリアコンシェルジュ            |                                            |      |      | 1 （25）   |
| 静岡県 （27） | NEOPASA静岡下り線エリアコンシェルジュ            |                                            |      |      | 1 （25）   |
| 静岡県 （27） | 富士川サービスエリア上り線エリアコンシェルジュ   |                                            |      |      | 1 （25）   |
| 静岡県 （27） | 富士川サービスエリア下り線エリアコンシェルジュ   |                                            |      |      | 1 （25）   |
| 静岡県 （27） | NEOPASA浜松上り線エリアコンシェルジュ            |                                            |      |      | 1 （25）   |
| 静岡県 （27） | NEOPASA浜松下り線エリアコンシェルジュ            |                                            |      |      | 1 （25）   |
| 静岡県 （27） | EXPASA足柄上り線エリアコンシェルジュ             |                                            |      |      | 1 （25）   |
| 静岡県 （27） | EXPASA足柄下り線エリアコンシェルジュ             |                                            |      |      | 1 （25）   |
| 静岡県 （27） | 牧之原サービスエリア上り線エリアコンシェルジュ   |                                            |      |      | 1 （25）   |
| 静岡県 （27） | 牧之原サービスエリア下り線エリアコンシェルジュ   |                                            |      |      | 1 （25）   |
| 静岡県 （27） | NEOPASA清水エリアコンシェルジュ                  |                                            |      |      | 1 （25）   |
| 静岡県 （27） | 浜名湖サービスエリアエリアコンシェルジュ         |                                            |      |      | 1 （25）   |
| 静岡県 （27） |                                                  | 新富士駅観光案内所                         |      |      | 2 （2）    |
| 静岡県 （27） | 伊東観光協会 伊東駅前案内所                      |                                            |      |      | 2 （2）    |
| 愛知県 （9）  | 常滑市                                           | 常滑市観光案内所                           |      |      | 1 （4）    |
| 愛知県 （9）  | ガーデン緑園総合案内所                           |                                            |      |      | 1 （4）    |
| 愛知県 （9）  | 上郷サービスエリア上り線エリアコンシェルジュ     |                                            |      |      | 1 （4）    |
| 愛知県 （9）  | 上郷サービスエリア下り線エリアコンシェルジュ     |                                            |      |      | 1 （4）    |
| 愛知県 （9）  | 名古屋市                                         | 名古屋市名古屋駅観光案内所                 |      |      | 2 （5）    |
| 愛知県 （9）  | 名古屋市                                         | 名古屋国際センター 情報サービスコーナー    |      |      | 2 （5）    |
| 愛知県 （9）  | 名古屋市                                         | 名古屋市金山観光案内所                     |      |      | 2 （5）    |
| 愛知県 （9）  | 中部国際空港観光案内所                           |                                            |      |      | 2 （5）    |
| 愛知県 （9）  | オアシス21iセンター                              |                                            |      |      | 2 （5）    |
| 三重県 （8）  | 鳥羽市                                           | 鳥羽市観光案内所                           |      |      | 1 （5）    |
| 三重県 （8）  | 安濃サービスエリア上り線エリアコンシェルジュ     |                                            |      |      | 1 （5）    |
| 三重県 （8）  | 安濃サービスエリア下り線エリアコンシェルジュ     |                                            |      |      | 1 （5）    |
| 三重県 （8）  | EXPASA御在所上り線エリアコンシェルジュ           |                                            |      |      | 1 （5）    |
| 三重県 （8）  | EXPASA御在所下り線エリアコンシェルジュ           |                                            |      |      | 1 （5）    |
| 三重県 （8）  | 伊勢市                                           | 伊勢市観光案内所（外宮前観光案内所）       |      |      | 2 （3）    |
| 三重県 （8）  | 伊勢市                                           | 伊勢市観光案内所（伊勢市駅観光案内所）     |      |      | 2 （3）    |
| 三重県 （8）  | 伊勢市                                           | 伊勢市観光案内所（宇治山田駅観光案内所）   |      |      | 2 （3）    |

### 近畿
- 近畿35箇所
- （括弧内）の数字は案内所数

| 都道府県       | 自治体名                                           | 案内所名称                                                         | 写真 | 備考 | カテゴリー |
| 滋賀県 （8）   | 大津市                                             | 大津駅観光案内所                                                   |      |      | 1 （8）    |
| 滋賀県 （8）   | 彦根市                                             | 彦根市観光案内所                                                   |      |      | 1 （8）    |
| 滋賀県 （8）   | 堅田駅前観光案内所                                 |                                                                    |      |      | 1 （8）    |
| 滋賀県 （8）   | 石山駅観光案内所                                   |                                                                    |      |      | 1 （8）    |
| 滋賀県 （8）   | 賤ヶ岳サービスエリア上り線エリアコンシェルジュ     |                                                                    |      |      | 1 （8）    |
| 滋賀県 （8）   | 賤ヶ岳サービスエリア下り線エリアコンシェルジュ     |                                                                    |      |      | 1 （8）    |
| 滋賀県 （8）   | EXPASA多賀サービスエリア上り線エリアコンシェルジュ |                                                                    |      |      | 1 （8）    |
| 滋賀県 （8）   | EXPASA多賀サービスエリア下り線エリアコンシェルジュ |                                                                    |      |      | 1 （8）    |
| 京都府 （8）   | 宇治市                                             | JR宇治駅前観光案内所                                               |      |      | 1 （4）    |
| 京都府 （8）   | 宇治市                                             | 宇治市観光センター                                                 |      |      | 1 （4）    |
| 京都府 （8）   | 亀岡市                                             | ＪＲ亀岡駅観光案内所                                               |      |      | 1 （4）    |
| 京都府 （8）   | 伊根町                                             | 伊根町観光協会                                                     |      |      | 1 （4）    |
| 京都府 （8）   |                                                    | 京都ハンディクラフトセンターツーリストインフォメーションカウンター |      |      | 2 （3）    |
| 京都府 （8）   | 京都市                                             | kokoka京都市国際交流会館                                           |      |      | 2 （3）    |
| 京都府 （8）   | 丹後観光情報センター（天橋立駅観光案内所）         |                                                                    |      |      | 2 （3）    |
| 京都府 （8）   |                                                    | 京都総合観光案内所                                                 |      |      | 3 （1）    |
| 大阪府 （9）   | 田尻町                                             | 空港総合サービスセンター（関西空港駅）                             |      |      | 1 （2）    |
| 大阪府 （9）   | 泉佐野市                                           | 観光交流プラザりんくう まち処                                      |      |      | 1 （2）    |
| 大阪府 （9）   | 大阪市                                             | 大阪市ビジターズインフォメーションセンター梅田                     |      |      | 2 （7）    |
| 大阪府 （9）   | 大阪市                                             | 阪急ツーリストセンター大阪・梅田                                   |      |      | 2 （7）    |
| 大阪府 （9）   | 大阪市                                             | 大阪市ビジターズインフォメーションセンター新大阪                   |      |      | 2 （7）    |
| 大阪府 （9）   | 大阪市                                             | 大阪市ビジターズインフォメーションセンター難波                     |      |      | 2 （7）    |
| 大阪府 （9）   | 大阪市                                             | 大阪市ビジターズインフォメーションセンター天王寺                   |      |      | 2 （7）    |
| 大阪府 （9）   | 南海インフォメーションセンター                     |                                                                    |      |      | 2 （7）    |
| 大阪府 （9）   | 関西観光情報センター                               |                                                                    |      |      | 2 （7）    |
| 兵庫県 （4）   |                                                    | 有馬温泉観光総合案内所                                             |      |      | 1 （1）    |
| 兵庫県 （4）   | 神戸市                                             | 神戸市総合インフォメーションセンター（インフォメーション神戸）     |      |      | 2 （3）    |
| 兵庫県 （4）   | 神戸市                                             | 新神戸駅観光案内所                                                 |      |      | 2 （3）    |
| 兵庫県 （4）   | 姫路市                                             | 姫路市観光案内所                                                   |      |      | 2 （3）    |
| 奈良県 （4）   | 奈良市                                             | 奈良市総合観光案内所                                               |      |      | 1 （3）    |
| 奈良県 （4）   | 奈良市                                             | 近鉄奈良駅総合案内所                                               |      |      | 1 （3）    |
| 奈良県 （4）   | 奈良市                                             | 奈良市観光センター                                                 |      |      | 1 （3）    |
| 奈良県 （4）   | 奈良市                                             | 奈良県観光インフォメーションセンター                               |      |      | 2 （1）    |
| 和歌山県 （2） | 新宮市                                             | 新宮市観光案内所                                                   |      |      | 1 （2）    |
| 和歌山県 （2） | Mi・Kumanoツーリスト・インフォメーションセンター   |                                                                    |      |      | 1 （2）    |

### 中国・四国
- 中国・四国29箇所
- （括弧内）の数字は案内所数

| 都道府県     | 自治体名                   | 案内所名称                                   | 写真 | 備考 | カテゴリー |
| 鳥取県 （3） | 境港市                     | 境港市観光案内所                             |      |      | 1 （2）    |
| 鳥取県 （3） | 倉吉市                     | 鳥取中部国際観光サポートセンター             |      |      | 1 （2）    |
| 鳥取県 （3） | 鳥取市                     | 鳥取市国際観光客サポートセンター             |      |      | 2 （1）    |
| 島根県 （2） |                            | 足立美術館国際観光案内所                     |      |      | 1 （1）    |
| 島根県 （2） | 松江市                     | 松江国際観光案内所                           |      |      | 2 （1）    |
| 岡山県 （4） | 倉敷市                     | 倉敷駅前観光案内所                           |      |      | 1 （3）    |
| 岡山県 （4） | 倉敷市                     | 倉敷館観光案内所                             |      |      | 1 （3）    |
| 岡山県 （4） | 岡山市                     | 岡山市観光案内所                             |      |      | 1 （3）    |
| 岡山県 （4） |                            | ももたろう観光センター                       |      |      | 2 （1）    |
| 広島県 （9） | 尾道市                     | 尾道駅観光案内所                             |      |      | 1 （6）    |
| 広島県 （9） | 宮島観光案内所             |                                              |      |      | 1 （6）    |
| 広島県 （9） | グランドプリンスホテル広島 |                                              |      |      | 1 （6）    |
| 広島県 （9） | ホテルグランヴィア広島     |                                              |      |      | 1 （6）    |
| 広島県 （9） | リーガロイヤルホテル広島   |                                              |      |      | 1 （6）    |
| 広島県 （9） | 福山観光案内所             |                                              |      |      | 1 （6）    |
| 広島県 （9） | 広島市                     | 広島市観光案内所（紙屋町地下街シャレオ）     |      |      | 1 （6）    |
| 広島県 （9） | 広島市                     | 広島市観光案内所（平和記念公園レストハウス） |      |      | 2 （3）    |
| 広島県 （9） | 広島市                     | 広島市観光案内所（JR広島駅新幹線口）         |      |      | 2 （3）    |
| 広島県 （9） | 広島市                     | 広島市観光案内所（JR広島駅南口）             |      |      | 2 （3）    |
| 山口県 （3） |                            | 新山口駅観光案内所                           |      |      | 1 （3）    |
| 山口県 （3） | 萩の宿料亭高大             |                                              |      |      | 1 （3）    |
| 山口県 （3） | 萩市観光協会               |                                              |      |      | 1 （3）    |
| 徳島県 （2） | 三好市                     | 三好市観光案内所                             |      |      | 1 （1）    |
| 徳島県 （2） |                            | 徳島県国際交流協会                           |      |      | 2 （1）    |
| 香川県 （1） | 高松市                     | 高松市インフォメーションプラザ               |      |      | 1 （1）    |
| 愛媛県 （3） |                            | 今治地方観光情報センター                     |      |      | 1 （2）    |
| 愛媛県 （3） | 道後案内所                 |                                              |      |      | 1 （2）    |
| 愛媛県 （3） |                            | 愛媛県国際交流センター                       |      |      | 2 （1）    |
| 高知県 （2） |                            | 高知県「ｉ」案内所                           |      |      | 2 （2）    |
| 高知県 （2） | 四万十市                   | 四万十市観光案内所                           |      |      | 2 （2）    |

### 九州・沖縄
- 九州・沖縄38箇所
- （括弧内）の数字は案内所数

| 都道府県       | 自治体名                                       | 案内所名称                           | 写真 | 備考 | カテゴリー |
| 福岡県 （13）  | 久留米市                                       | 久留米市観光案内所（JR久留米駅）     |      |      | 1 （6）    |
| 福岡県 （13）  | 久留米市                                       | 久留米市観光案内所（西鉄久留米駅）   |      |      | 1 （6）    |
| 福岡県 （13）  | 太宰府市                                       | 太宰府市観光案内所                   |      |      | 1 （6）    |
| 福岡県 （13）  | 太宰府市                                       | 太宰府館                             |      |      | 1 （6）    |
| 福岡県 （13）  | 総合観光案内所（北九州空港）                   |                                      |      |      | 1 （6）    |
| 福岡県 （13）  | 門司港駅観光案内所                             |                                      |      |      | 1 （6）    |
| 福岡県 （13）  | 小倉市                                         | 総合観光案内所（小倉駅）             |      |      | 2 （7）    |
| 福岡県 （13）  | 北九州市                                       | 北九州市観光情報コーナー             |      |      | 2 （7）    |
| 福岡県 （13）  | 福岡県観光情報センター（アクロス）             |                                      |      |      | 2 （7）    |
| 福岡県 （13）  | 福岡空港国際総合案内所（国際線ターミナルビル） |                                      |      |      | 2 （7）    |
| 福岡県 （13）  | 福岡市                                         | 福岡市観光案内所（天神）             |      |      | 2 （7）    |
| 福岡県 （13）  | 福岡市                                         | 福岡市観光案内所（博多駅総合案内所） |      |      | 2 （7）    |
| 福岡県 （13）  | 博多港国際ターミナル総合案内所                 |                                      |      |      | 2 （7）    |
| 長崎県 （1）   | 長崎市                                         | 長崎市総合観光案内所                 |      |      | 2 （1）    |
| 佐賀県 （4）   | 佐賀市                                         | 佐賀市観光案内所                     |      |      | 1 （4）    |
| 佐賀県 （4）   | 唐津市                                         | 唐津駅観光案内所                     |      |      | 1 （4）    |
| 佐賀県 （4）   | 新鳥栖駅観光案内所                             |                                      |      |      | 1 （4）    |
| 佐賀県 （4）   | 武雄温泉駅構内武雄市観光案内所                 |                                      |      |      | 1 （4）    |
| 熊本県 （5）   | 熊本市                                         | 熊本駅総合観光案内所（西口）         |      |      | 2 （5）    |
| 熊本県 （5）   | 熊本市                                         | 熊本駅総合観光案内所（東口）         |      |      | 2 （5）    |
| 熊本県 （5）   | 桜の馬場 城彩苑総合観光案内所                  |                                      |      |      | 2 （5）    |
| 熊本県 （5）   | 阿蘇市                                         | JR阿蘇駅観光案内所                   |      |      | 2 （5）    |
| 熊本県 （5）   | 阿蘇くまもと空港総合案内所                     |                                      |      |      | 2 （5）    |
| 大分県 （2）   | 大分市                                         | 大分市観光案内所                     |      |      | 2 （2）    |
| 大分県 （2）   | 別府外国人観光客案内所                         |                                      |      |      | 2 （2）    |
| 宮崎県 （6）   | 日南市                                         | 日南市観光協会油津駅案内所           |      |      | 1 （4）    |
| 宮崎県 （6）   | 日南市                                         | 日南市観光協会南郷駅案内所           |      |      | 1 （4）    |
| 宮崎県 （6）   | 日向市                                         | 馬ヶ背観光案内所                     |      |      | 1 （4）    |
| 宮崎県 （6）   | 高千穂町                                       | 高千穂町観光協会まちなか案内所       |      |      | 1 （4）    |
| 宮崎県 （6）   | 宮崎市                                         | 宮崎市観光案内所                     |      |      | 2 （2）    |
| 宮崎県 （6）   | 日向市                                         | 日向市観光案内所                     |      |      | 2 （2）    |
| 鹿児島県 （3） | 鹿児島市                                       | 鹿児島中央駅総合観光案内所           |      |      | 1 （2）    |
| 鹿児島県 （3） | 鹿児島市                                       | 鹿児島県外国人観光案内所             |      |      | 1 （2）    |
| 鹿児島県 （3） | 霧島市                                         | 鹿児島空港観光総合案内所             |      |      | 2 （1）    |
| 沖縄県 （4）   |                                                | TISCO沖縄                            |      |      | 1 （3）    |
| 沖縄県 （4）   | 沖縄民間観光案内所                             |                                      |      |      | 1 （3）    |
| 沖縄県 （4）   | 那覇市                                         | 那覇市観光案内所                     |      |      | 1 （3）    |
| 沖縄県 （4）   | 那覇市                                         | 那覇空港観光案内所                   |      |      | 2 （1）    |